# Горки (Чебаркульский район)
Горки — посёлок в Чебаркульском районе Челябинской области России. Входит в состав Кундравинского сельского поселения.

## География
Посёлок находится в центральной части Челябинской области, в лесостепной зоне, к юго-востоку от озера Кундравинского, на расстоянии примерно 14 километров (по прямой) к юго-юго-западу (SSW) от города Чебаркуль, административного центра района.

## История
Решением облисполкома от 18.04.1978 года № 185 образован населённый пункт при рыбокоптильном цехе Чебаркульского рыбзавода которому присвоено наименовании — Горки.

## Население
| 2002 | 2010 |
| ---- | ---- |
| 66   | ↘37  |

Гендерный состав
По данным Всероссийской переписи населения 2010 года в гендерной структуре населения мужчины составляли 51,4 %, женщины — соответственно 48,6 %.
Национальный состав
Согласно результатам переписи 2002 года, в национальной структуре населения русские составляли 85 %.